# Чаудер (блюдо)
Ча́удер (англ. chowder) — густой американский суп; изначально — рыбацкое блюдо, берущее свои корни в Англии и Франции.

## История: название и происхождение
Чаудер — блюдо американское, но завезено в США иммигрантами из Англии и Франции 250 лет тому назад. В 1890 журнал American Notes and Queries сообщил, что его рецепт привезли в Канаду (по другой версии — в Новую Англию) уроженцы Франции. Последние годы блюдо приобрело популярность, что связано с простотой его приготовления. Название супа происходит французского слова Chaudière, означающего «котёл».
Изначально чаудером называлась густая рыбная похлёбка (рагу), которую рыбаки готовили из рыбы и морепродуктов, не проданных за день. Впрочем, упоминание блюда встречалось ещё в середине XVIII века, в частности, в одном из романов Тобайаса Смоллетта. Описание аромата супа содержится также в романе Германа Мелвилла «Моби Дик». В 1786 году британского принца Вильгельма (будущего короля Вильгельма IV), который тогда служил капитаном корабля, угощали чаудером в Нью-Брансуике.
В дальнейшем состав блюда стал более разнообразным: туда стали добавлять овощи, молоко и бекон, а зачастую и курицу. Следствием этого стало то, что скромный суп рыбаков превратился в популярное первое блюдо Северной Америки.

## Основные компоненты и рецептура
Рецепт блюда был сформулирован и опубликован в 1894 знаменитым шеф-поваром нью-йоркского ресторана Delmonico’s Чарльзом Ренхофером. Рецепт получил название Chowder de Lucines; среди его составляющих продуктов — свинина, моллюски, картофель, лук, петрушка, томаты, крекеры, украшенные тимьяном, соль и перец.
Существует разновидность чаудера с моллюсками и молоком — клэм-чаудер. Тем не менее, существуют и другие рецепты — к примеру, с курицей и молоком. Более того, чтобы повысить жирность блюда, некоторые рецепты предусматривают добавление жирных сливок, бекона, а также сливочного и оливкового масла. Также для загустения могут использоваться пшеничная мука и ру. Манхеттенский клэм-чаудер отличается тем, что в него добавляются томаты.